# Myrsinoideae
Myrsinoideae es una extensa subfamilia de árboles o arbustos del orden Ericales que agrupa en 48 géneros con cerca de 1000 especies. En la actualidad existen discrepancias taxonómicas en la comunidad científica con esta subfamilia. El sistema APG III la ha clasificado como Myrsinoideae, una subfamilia de las primuláceas. El género tipo es: Myrsine L.

## Descripción
Son arbustos o árboles o plantas herbáceas; plantas hermafroditas, dioicas, androdioicas o polígamas. Hojas alternas, simples, con puntuaciones pelúcidas anaranjadas, cafés o negras, punteadas (redondas) o lineares (alargadas); sésiles o pecioladas, estipuladas. Inflorescencias glomeruladas, capituladas o paniculadas, flores unisexuales o bisexuales, actinomorfas; cáliz de 3–6 miembros, los sépalos libres o connados en la base, de prefloración valvada, imbricada o quincuncial, punteados, persistentes; corola gamopétala, rotácea o campanulada, los lobos 3–6, casi libres o connados en la base, de prefloración valvada, imbricada, quincuncial o contorta, con marcas punteadas o lineadas; estambres en igual número que los lobos de la corola y opuestos a ellos, filamentos obsoletos (Myrsine), libres o connados en la base formando un tubo, libres o adnados a la corola; ovario súpero, 1-locular, con placentación basal o libre central, los óvulos pocos a numerosos, en 1, 2 o múltiples series, estilo simple u obsoleto. Fruto drupáceo; semilla 1.

## Distribución y hábitat
Una subfamilia pantropical y subtropical con unos 30 géneros y más de 100 especies. La familia tiene muchos problemas taxonómicos debido a sus flores pequeñas, frecuentemente unisexuales y su rareza, de ahí el gran número de sinónimos.
La subfamilia se encuentra en las zonas tropicales templadas, habiéndose extendido hasta el norte de Japón, Florida y Nueva Zelanda.

## Géneros
- Abromeitia Mez = Fittingia Mez
- Aegiceras Gaertn.
- Afrardisia Mez =~ Ardisia Sw.
- Amatlania Lundell = Ardisia Sw.
- Amblyanthopsis Mez
- Amblyanthus A. DC.
- Antistrophe A. DC.
- Apochoris Duby = Lysimachia L.
- Ardisia Sw.
- Ardisiandra Hook. f.
- Asterolinon Hoffmanns. & Link ~ Lysimachia L.
- Auriculardisia Lundell = Ardisia Sw.
- Badula Juss.
- Bladhia Thunb. = Ardisia Sw.
- Centunculus L. = Anagallis L.
- Chontalesia Lundell =~ Hymenandra (A. DC.) Spach
- Comomyrsine Hook. f. = Cybianthus Mart.
- Conandrium (K. Schum.) Mez
- Conomorpha A. DC. = Cybianthus Mart.
- Correlliana D’Arcy = Cybianthus Mart.
- Ctenardisia Ducke
- Cyclamen
- Cybianthopsis (Mez) Lundell = Cybianthus Mart.
- Cybianthus Mart.
- Discocalyx (A. DC.) Mez
- Elingamita G. T. S. Baylis
- Embelia Burm. f.
- Emblemantha B. C. Stone
- Fittingia Mez
- Geissanthus Hook. f.
- Gentlea Lundell
- Grammadenia Benth. =~ Cybianthus Mart.
- Graphardisia (Mez) Lundell = Ardisia Sw.
- Grenacheria Mez ~ Embelia Burm. f.
- Heberdenia Banks ex A. DC.
- Hymenandra (A. DC.) Spach
- Ibarraea Lundell =~ Ardisia Sw.
- Icacorea Aubl. = Ardisia Sw.
- Jubilaria Mez, nom. inval. = Loheria Merr.
- Labisia Lindl.
- Loheria Merr.
- Microconomorpha (Mez) Lundell = Cybianthus Mart.
- Micropyxis Duby = Anagallis L.
- Monoporus A. DC.
- Myrsine L.
- Naumburgia Moench = Lysimachia L.
- Oerstedianthus Lundell = Ardisia Sw.
- Oncostemum A. Juss. ~ Badula Juss.
- Parardisia M. P. Nayar & G. S. Giri = Ardisia Sw.
- Parathesis (A. DC.) Hook. f.
- Peckia Vell. = Cybianthus Mart.
- Pelletiera A. St.-Hil. ~ Lysimachia L.
- Petesioides Kuntze = Wallenia Sw.
- Pilogyne Gagnep. = Myrsine L.
- Pimelandra A. DC. = Ardisia Sw.
- Pleiomeris A. DC.
- Rapanea Aubl. =~ Myrsine L.
- Sadiria Mez
- Samara L. = Embelia Burm. f.
- Solonia Urb.
- Steironema Raf. = Lysimachia L.
- Stimpsonia C. Wright ex A. Gray
- Stylogyne A. DC.
- Suttonia A. Rich. = Myrsine L.
- Synardisia (Mez) Lundell ~ Ardisia Sw.
- Systellantha B. C. Stone
- Tapeinosperma Hook. f.
- Tetrardisia Mez
- Trientalis L. ~ Lysimachia L.
- Valerioanthus Lundell = Ardisia Sw.
- Vegaea Urb.
- Wallenia Sw.
- Walleniella P. Wilson = Solonia Urb.
- Weigeltia A. DC. = Cybianthus Mart.
- Yunckeria Lundell ~ Ctenardisia Ducke
- Zunilia Lundell =~ Ardisia Sw.

## Otros datos
- Basónimo: nombre publicado en 1810 por Robert Brown en su obra Prodromus florae Novae Hollandiae et Insulae van-Diemen.